# Camporotondo di Fiastrone
Camporotondo di Fiastrone è un comune italiano di 463 abitanti della provincia di Macerata nelle Marche.
Prende il nome dal fiume Fiastrone. Attraverso le mura castellane conservate si apre "La Portarella" uno degli ingressi secondari. Nella piazza principale sorge la Chiesa di san Marco, patrono del borgo. Il paese è immerso in un ambiente naturale ricco di boschi e sentieri.

## Storia
Le origini più antiche di Camporotondo di Fiastrone risalgono all'epoca romana, anche se la prima notizia risale ufficialmente alla metà del XII secolo, più precisamente al 1147. In quell'epoca il borgo aveva i toponimi di Ventiliano e di Carufo o Garufo-Garufa. I proprietari terreni di quella zona erano monaci appartenenti all'abbazia di San Clemente a Casauria e dell'abbazia di Farfa ed è probabile che la formazione del castrum medievale nasca grazie all'arcidiocesi di Camerino-San Severino Marche e all'arrivo di coloni dei villaggi limitrofi. Nonostante gli statuti autonomi, il Comune rimase sempre nell'interesse di Camerino e della famiglia dei Da Varano, fino all'ingresso nello Stato Pontificio.

## Monumenti e luoghi di interesse
- La Portarella: la porta rappresenta il varco di ingresso trecentesco attraverso la cinta muraria[4]
- Chiesa di San Marco: chiesa parrocchiale del capoluogo dedicata al Santo patrono, costruita nel XIII secolo e danneggiata nel terremoto del 2016.[4]
- Convento di San Francesco a Colfano: il cenobio, secondo la tradizione, fu fondato da San Francesco nei pressi di una sorgente che ancora oggi sgorga nei sotterranei del complesso. La Chiesa di San Francesco posta al suo interno custodisce due importanti pale d’altare: la Madonna in trono e i Santi Francesco, Pietro, Giovanni Battista, Bonaventura e due committrenti è un olio su tavola di Nobile da Lucca, firmata e datata 1490, una sacra conversazione che presenta uno schema compositivo simmetrico in cui il trono della Vergine col Bambino a nicchia è al centro di una spalliera che chiude il fondo, elementi tipici delle botteghe lucchesi di derivazione verrocchiesca-ghirlandaiesca.[8] L'altra pala, la tela con la Sacra Famiglia di Giovanni Andrea de Magistris, firmata e datata 1547, è impostata sulla Sacra Famiglia di Francesco I di Raffaello, ma non è priva di stilemi lotteschi.[9]

## Società

### Evoluzione demografica
Abitanti censiti

## Amministrazione
| Periodo         | Periodo        | Primo cittadino      | Partito                    | Carica  | Note   |
| --------------- | -------------- | -------------------- | -------------------------- | ------- | ------ |
| 11 ottobre 1988 | 5 giugno 1990  | Giorgio Diletti      | Partito Comunista Italiano | Sindaco | [ 11 ] |
| 5 giugno 1990   | 24 aprile 1995 | Giorgio Diletti      | Partito Comunista Italiano | Sindaco | [ 11 ] |
| 24 aprile 1995  | 14 giugno 1999 | Giorgio Diletti      | Centro-sinistra            | Sindaco | [ 11 ] |
| 14 giugno 1999  | 14 giugno 2004 | Giorgio Diletti      | Lista civica               | Sindaco | [ 11 ] |
| 14 giugno 2004  | 8 giugno 2009  | Giulio Marinozzi     | Lista civica               | Sindaco | [ 11 ] |
| 8 giugno 2009   | 26 maggio 2014 | Giorgio Diletti      | Lista civica               | Sindaco | [ 11 ] |
| 26 maggio 2014  | 27 maggio 2019 | Emanuele Tondi       | Sviluppo e partecipazione  | Sindaco | [ 11 ] |
| 27 maggio 2019  | 9 maggio 2024  | Massimiliano Micucci | Sviluppo e partecipazione  | Sindaco | [ 11 ] |
| 10 maggio 2024  | in carica      | Massimiliano Micucci | Sviluppo e partecipazione  | Sindaco | [ 11 ] |

## Galleria d'immagini

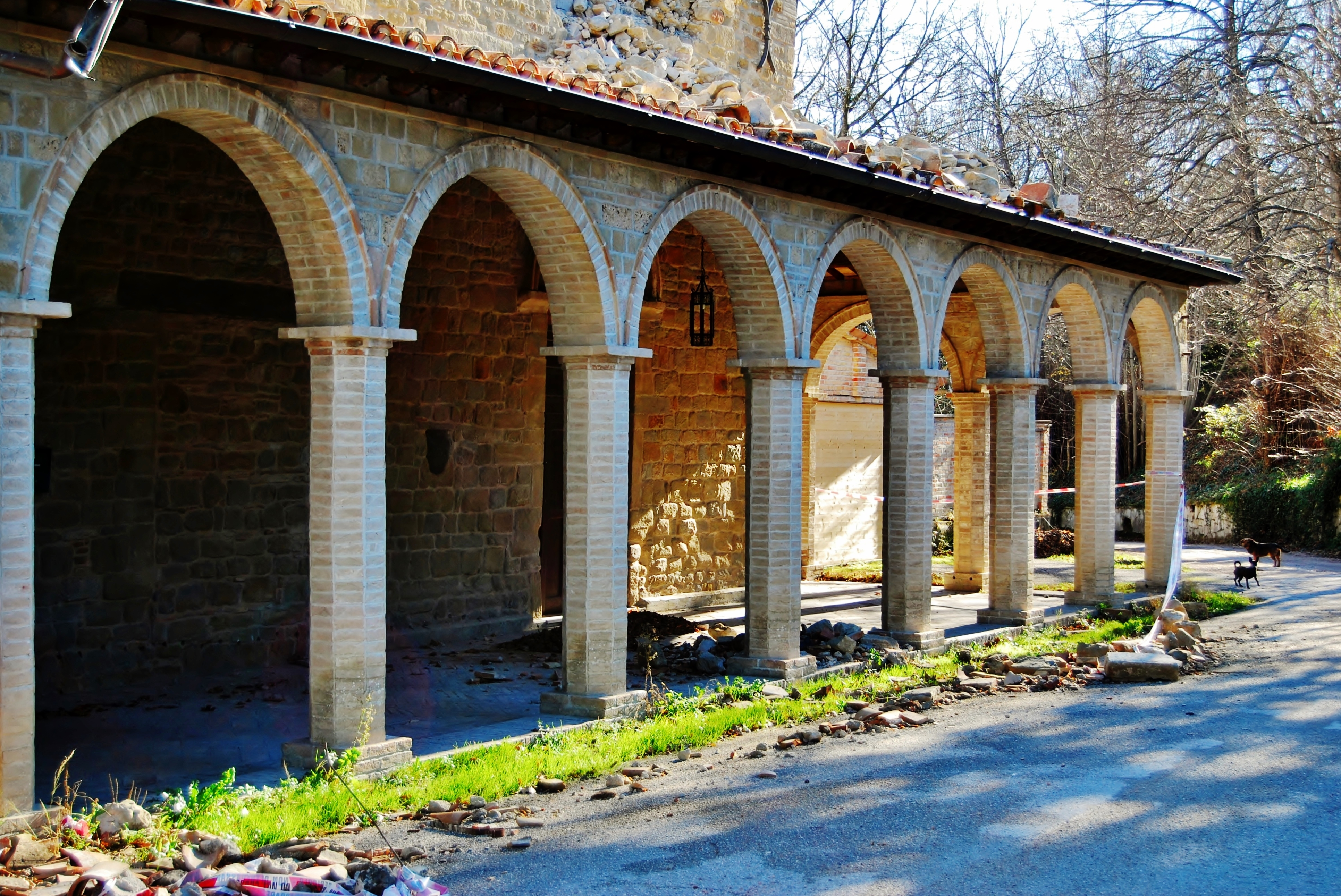
Convento di Colfano
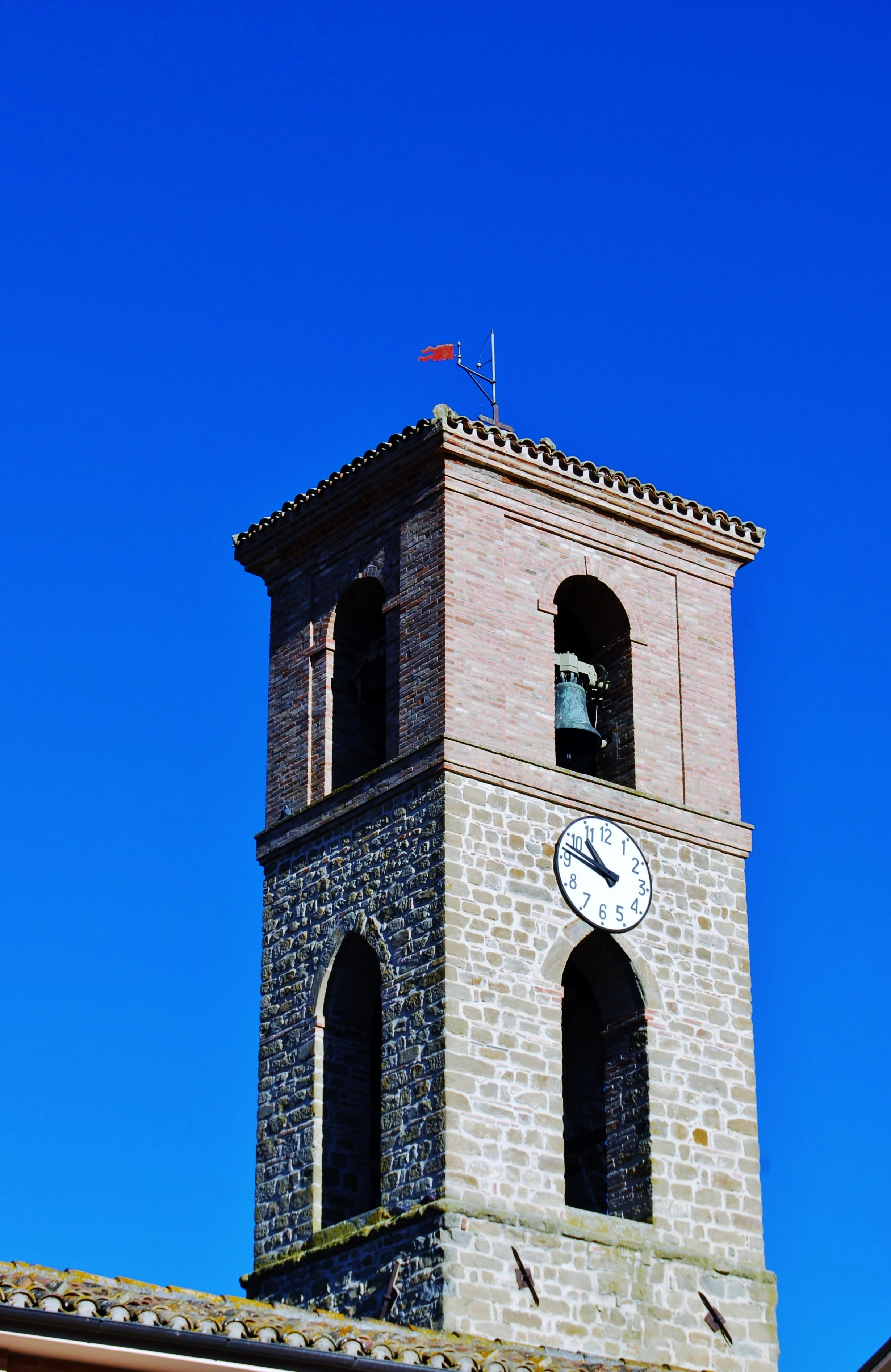
Campanile di San Marco
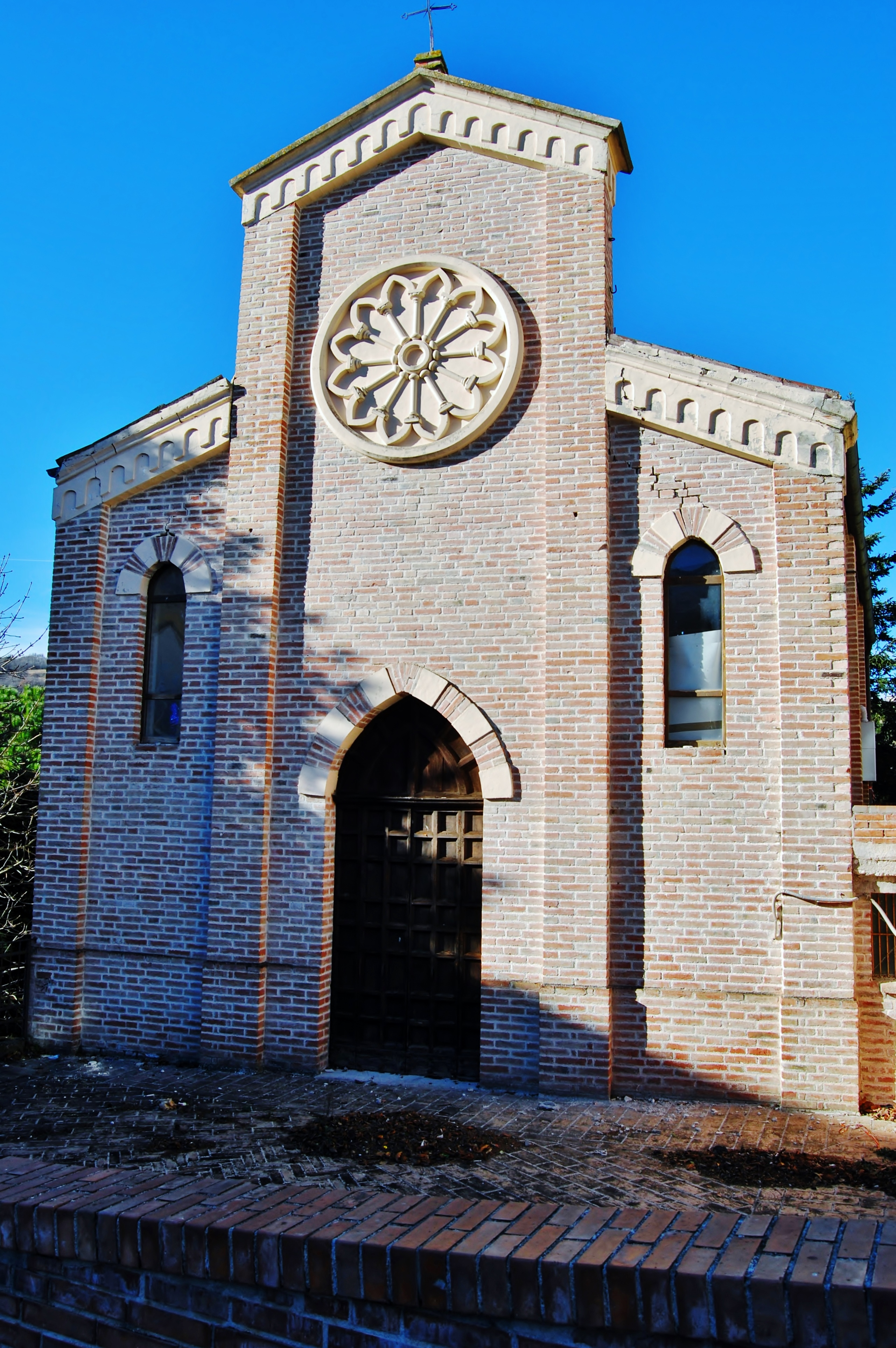
Chiesa della Madonna della SS. Concezione
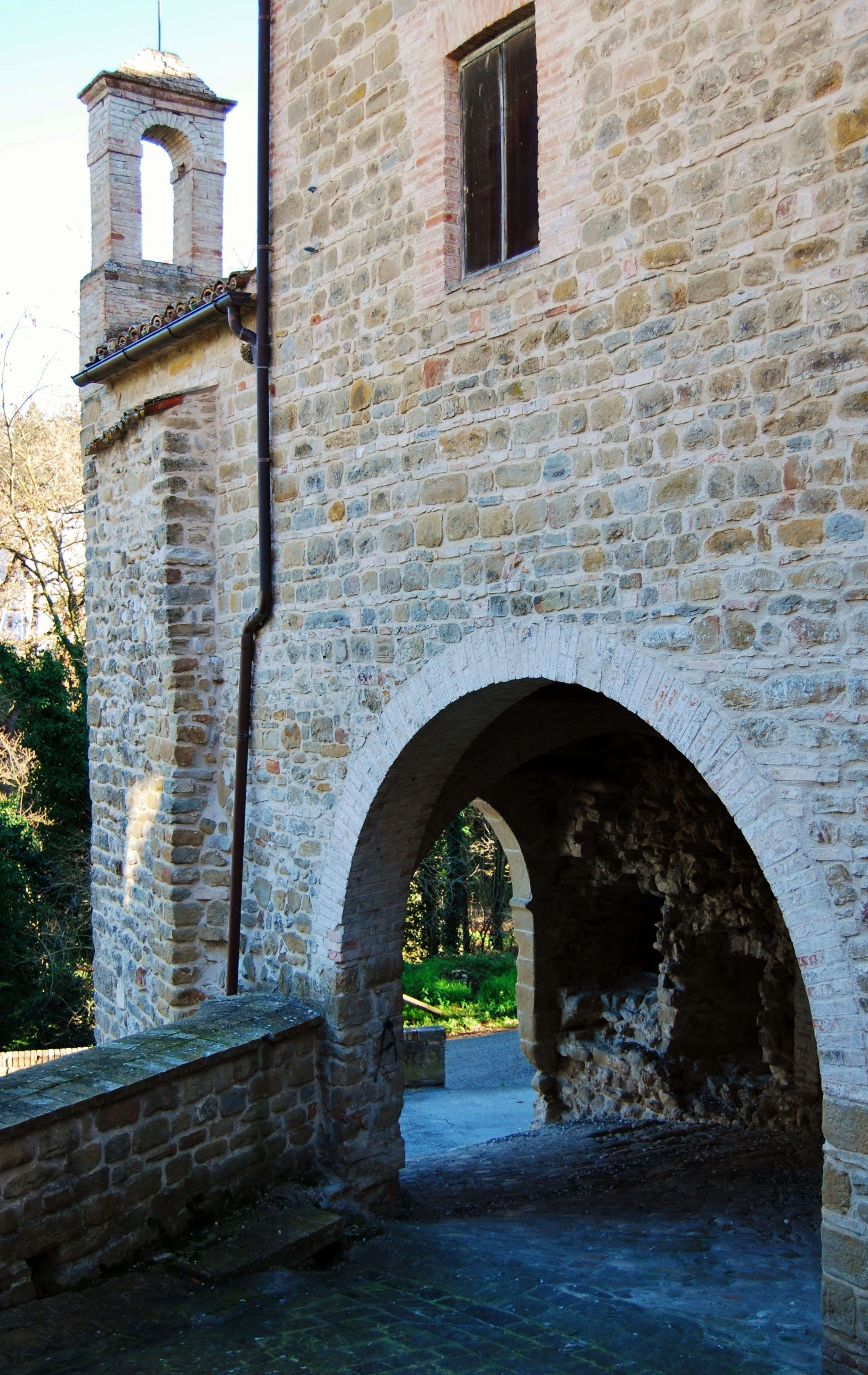
La Portarella